# Juliana Maggi
Juliana Maggi (Rio de Janeiro, 13 de fevereiro de 1978) é uma jornalista e apresentadora de televisão brasileira.

## Biografia
Formada pela PUC-Rio, entrou na TV Globo em 1999, como editora do Globo Esporte. Em seguida foi para o SporTV. E de 2004 a março de 2012 esteve na TV Globo Nordeste, onde apresentava o NETV 1ª edição e o Globo Esporte. além de já ter apresentado algumas vezes o Globo Esporte São Paulo. e apresentou até março de 2012, o retorno do Globo Esporte pernambucano

, onde primeiramente apresentou e depois passou a dividir, com George Guilherme. e apresentou o Fora do Eixo, em que mostrava esportes fora do comum, de 2006 a 2012. até sua volta para o Rio de Janeiro, sua cidade natal, onde estará na equipe de edição do SporTV News.